# Mlaka Antinska
Mlaka Antinska je naselje u Republici Hrvatskoj, u sastavu Općine Tordinci, Vukovarsko-srijemska županija. 

## Domovinski rat
Mlaka Antinska je 1991. godine bila uporište četnika i JNA, te su iz nje vršeni napadi na selo Antin i Tordince.

## Stanovništvo
Prema popisu stanovništva iz 2011. godine, u naselju živi 77 osoba, što je smanjenje od 11 stanovnika u odnosu na popis iz 2001. godine kada je naselje imalo 88 stanovnika te 26 obiteljskih kućanstava.
| broj stanovnika |       |       |       | 23    | 44    | 24    | 15    | 96    | 175   | 178   | 165   | 149   | 121   | 126   | 88    | 77    | 55    |
|                 | 1857. | 1869. | 1880. | 1890. | 1900. | 1910. | 1921. | 1931. | 1948. | 1953. | 1961. | 1971. | 1981. | 1991. | 2001. | 2011. | 2021. |

## Šport
U naselju je od 1979. godine postojao nogometni klub NK Slaven Mlaka Antinska